# ペーター・シュライアー
ペーター・シュライアー（ドイツ語: Peter Schreier, 1935年7月29日 - 2019年12月25日）は、ドイツのテノール歌手・指揮者である。

## 経歴

### 幼少年時代
1935年、ザクセン自由州のマイセンで生まれ、マイセン近郊の小村ガウエルニッツで育った。そこで彼の父親は教師と教会の楽長・オルガン奏者をしていた。1945年6月のドレスデン空襲の数ヵ月後、10歳になる直前には有名なドレスデンの聖十字架教会の少年聖歌隊である、聖十字架合唱団の寄宿学校に入学した。合唱団はそのころ再編されつつあり、他の数人の少年合唱団員とともにドレスデン郊外の地下室で生活した。

## 音楽家としての経歴
1959年8月に、ベートーヴェンの『フィデリオ』で第一の囚人役を歌い、プロ音楽家としてのデビューを飾った。続く数年、モーツァルトの2つのオペラ、『後宮からの誘拐』（ベルモンテ役）、『魔笛』（タミーノ役）で成功した。
1963年、東ベルリンのウンター・デン・リンデン通りにあるベルリン国立歌劇場と契約した。プロとしてやって行く自信を見いだせずにいたが、カール・ベーム指揮『トリスタンとイゾルデ』の“若い水夫”役で、1966年にバイロイト音楽祭に初登場（これが唯一のバイロイト出演）したことで、ようやく活路を見出した。1966年にはウィーン国立歌劇場、1967年にはザルツブルク音楽祭にデビューした。
戦後最高のモーツァルト指揮者であるカール・ベームのもとで、数々のモーツァルト作品を歌い、彼自身もまた最高のモーツァルト歌手であるとみなされている。しかし、ヴァーグナーの『ラインの黄金』、『ジークフリート』では傑出したローゲとミーメを歌った。
政治的な保守派で親ナチ的イメージを持たれることすらあった作曲家プフィッツナーのオペラ『パレストリーナ』の主役を、世界初演の地であり、この作品がしばしば上演され、かつてはナチとも縁の深かった西ドイツ（当時）のミュンヘン（バイエルン国立歌劇場）だけでなく、反ナチが国是であった東ドイツの東ベルリンでも歌い、当時の東ドイツで論争を呼んだことは彼の経歴のなかでも重要な点である。

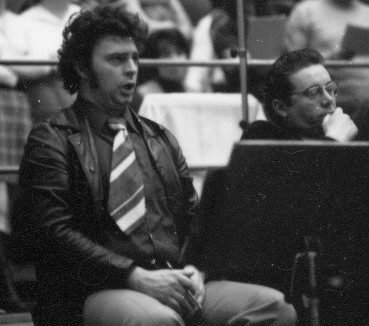
1973年

バッハの受難曲のエヴァンゲリストも卓越し、1979年東ベルリンで行われたマタイ受難曲250年記念（併せてメンデルスゾーンよる復活蘇演150年記念）演奏会でも見事な歌唱を披露した。
2000年6月、オペラの舞台から引退。最後に出演した演目は『魔笛』の王子タミーノであった。もはや若い王子にふさわしく歌い演じることは出来ないというのが引退の理由であった。彼はそれまで歌手生活を2005年中頃には終えたいとの考えを示していた。
シュライアーは活動初期からドイツ歌曲の歌唱でも知られ、傑出したシューベルトやシューマンの歌い手であった。J・S・バッハの音楽も若い頃から重要なレパートリーの中心としてきた。
1970年以来、シュライアーは指揮者としても活躍し、モーツァルト、J・S・バッハとハイドンの作品を特に好んで演奏した。バッハのオラトリオの演奏ではしばしば指揮とエヴァンゲリストの歌唱を兼ねることがあった。日本では2005年2月4日（金）に石川県立音楽堂で行われたオーケストラ・アンサンブル金沢の定期公演に登場し、「マタイ受難曲」をすべて暗譜で指揮しながらエヴァンゲリストを歌ったのが、日本では最後のエヴァンゲリスト歌唱となった。
2005年末で歌手生活から引退し、以後は公の場での演奏活動では指揮に専念することを発表して、世界各地でお別れ公演を行った。日本では11月10日（大阪、ザ・シンフォニーホール）、11月12日（東京、東京オペラシティ・コンサートホール）、11月14日（東京、同）、11月16日（岡谷、カノラホール）の4回の公演によって、ファンに別れを告げた。岡谷で行われたシューベルトの歌曲集『冬の旅』の演奏会が、日本で歌手としてのシュライアーに接することのできる最後の機会となった。
2005年12月22日、チェコのプラハにあるルドルフィヌム（芸術家の家）のドヴォルザーク・ホールにおいて行われたチェコ・フィルハーモニー管弦楽団定期演奏会で、J・S・バッハの『クリスマス・オラトリオ』第1部-第3部を指揮し、自らもエヴァンゲリストを歌った。これはシュライアーの歌手としての完全引退公演であった。同一プログラムで行われた前日の演奏会同様、約1100人収容のホールは満員であった。
引退後は指揮活動と教育活動に重点をおき、若手音楽家の育成に当たった。自身の出身であるドレスデン十字架合唱団の指揮なども行っていた。

## 逝去
2019年12月25日、ドイツ・ドレスデンで闘病生活の後死去。84歳だった。

## 評価
- 「ペンギン・CDガイド」ではシュライアーのシューベルトの『白鳥の歌』の録音について、声が衰えたことを認めつつ歌詞に沿った声の表現を賞賛し、同じ評者は『冬の旅』についても詩の読みの深さ、表現の的確さを賞賛している。
- バッハにおいては歌い手、指揮者として一流であり、現在最高のバッハ演奏家の一人である[要出典]。

## 受賞・栄典
- National First Class Prize of the GDR
- 連邦功労十字章（ドイツ）
- Leonie Sonnings Music Prize, Copenhagen
- エルンスト・フォン・ジーメンス賞 1988
- ウィーン楽友協会名誉会員
- ウィーンの笛時計賞
- ゲオルク・フィリップ・テレマン賞
- European Church Music Prize
- 「宮廷歌手」の称号（傑出した歌手に与えられる）東ドイツ、西独バイエルン州、オーストリアからそれぞれ授与。
- マイセン市名誉市民（市街修復のための寄付に対して）